# 최근접 점쌍 문제

최근접 점쌍이 빨간색으로 표시되어있다.

최근접 점쌍 문제 (closest pair problem)는 계산기하학의 문제로서, 거리 공간상에 n 개의 점이 주어졌을 때, 사이의 거리가 가장 짧은 두 점을 찾아내는 문제이다.
가능한 모든 점쌍들의 거리를 비교해 최솟값을 찾는 알고리즘은 O(n2)의 시간을 요구한다. 하지만 유클리드 공간이나 정해진 d의 차원을 가지는 Lp 공간에서는 O(n log n)의 시간에 해결 될 수 있다.

## 완전 탐색 알고리즘
최근접 점쌍은 완전 탐색 알고리즘을 사용하면 O(n2)의 시간에 찾을 수 있다.
이를 위해서는 아래와 같이 {\displaystyle {\frac {n(n-1)}{2}}}개의 모든 쌍들 사이의 거리를 계산하여 그 중 가장 가까운 두 점을 고르면 된다.
```
minDist
 = infinity

for
 
i
 = 1 
to
 length(
P
) - 1
 
for
 
j
 = 
i
 + 1 
to
 length(
P
)
  
let
 
p
 = 
P
[
i
], 
q
 = 
P
[
j
]
  
if
 
dist
(
p
, 
q
) < 
minDist
:
   
minDist
 = 
dist
(
p
, 
q
)
   
closestPair
 = (
p
, 
q
)

return
 
closestPair
```

## 좌표 평면
점들이 좌표 평면에 주어질 경우, 이 문제는 다음과 같은 재귀적인 분할 정복 알고리즘으로 O(n log n)안에 해결할 수 있다.
1. 점들을 x좌표에 따라 오름차순으로 정렬한다.
2. 점들이 두개의 같은 크기의 집합으로 나뉘도록 수직선 {\displaystyle x=x_{mid}}을 기준으로 양옆으로 분할한다.
3. 왼쪽과 오른쪽의 점들의 집합에 대해 재귀적으로 문제를 해결한다. 이것을 통해 왼쪽과 오른쪽에서의 최근접 거리인 {\displaystyle d_{Lmin}} 와 {\displaystyle d_{Rmin}}을 찾을 수 있다.
4. 하나의 점은 분할선 왼쪽에 존재하고, 다른 점은 분할선 오른쪽에 존재하는 쌍들 중 그 거리가 최소가 되는 쌍을 찾는다. 이것을 통해 {\displaystyle d_{LRmin}}을 찾을 수 있다.
5. 최종적으로 찾고자 하는 최근접 거리는 {\displaystyle d_{Lmin},d_{Rmin},d_{LRmin}} 중 가장 짧은 거리이다.

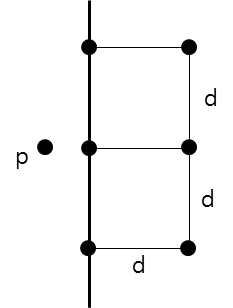
다른 점은 (d*2d)크기의 직사각형 안에 존재해야 한다.

4번째 단계를 해결할 때 가능한 모든 쌍들을 탐색 해 본다면, 역시 제곱에 비례하는 시간이 필요할 것이다. 하지만 점들이 분포되어있는 특별한 성질을 이용한다면, 선형적 시간안에 해결될 수 있다. 3번 단계를 통해서, 가장 가까운 두 점은 {\displaystyle d=min(d_{Lmin},d_{Rmin})}보다 더 멀리 떨어져 있을 수는 없음을 알 수 있다. 따라서 분할선 왼쪽에 있는 각각의 점 {\displaystyle p}에 대해서, {\displaystyle p}의 {\displaystyle y}좌표를 중심으로 하고 분할선 오른쪽에 존재하는 {\displaystyle (d,2d)} 크기의 직사각형 내부에 존재하는 점들에 대해서만 거리를 계산해도 된다. 이 직사각형은 최대 6개까지의 점만을 포함하기 때문에, 최대 {\displaystyle 6n} 쌍의 점들에 대해서만 계산을 해도 충분히 최소 거리를 구할 수 있다. 이 알고리즘의 연산의 수행 횟수를 재귀식을 표현하면 {\displaystyle T(n)=2T(n/2)+O(n)}으로 표현할 수 있으며, 마스터 정리에 따라 {\displaystyle O(nlogn)}로 나타낼 수 있다.

## 같이 보기
- 최근접 이웃 탐색